# Auguste Garrebeek
Auguste Garrebeek (Dworp, Beersel, 10 de gener de 1912 - Asse, 20 d'octubre de 1973) va ser un ciclista belga que va córrer durant els anys 30 del segle xx.
El 1936 va prendre part en els Jocs Olímpics de Berlín, en què guanyà una medalla de bronze en la prova de ruta per equips, junt a Armand Putzeys i François Vandermotte. En aquests mateixos Jocs va participar en la cursa individual i en la persecució per equips, quedant en vuitena posició i eliminat en quarts de final respectivament.